# Klon (społeczności internetowe)
Klon – konto użytkownika założone niezgodnie z regułami społeczności internetowej i służące celom sprzecznym z jej celami. Zwykle jest kontem wtórnym (tzn. jego założyciel posiada już własne konto w społeczności) i jego profil zawiera nieprawdziwe dane na temat właściciela.
Celem zakładania klonów może być np. nieuczciwe wpływanie na dyskusje (poprzez sprawianie wrażenia, że kilka osób popiera jakiś pogląd - podczas kiedy w rzeczywistości jest to tylko jedna osoba) czy głosowania (w społecznościach, w których głosowania są możliwe), rozpowszechnianie spamu przez wewnętrzną pocztę społeczności lub wyłudzanie od innych członków społeczności prywatnych informacji.